# Evelyn Matthei
Evelyn Rose Matthei Fornet (Santiago, 11 de novembro de 1953) é uma economista e política chilena, filiada ao União Democrática Independente (UDI). É a atual prefeita da comuna de Providencia, cargo que ocupa desde dezembro de 2016. Foi Ministra do Trabalho e Previdência Social no primeiro governo de Sebastián Piñera, Senadora e Deputada.
Foi candidata presidencial para as eleições chilenas de 2013 pela Aliança pelo Chile, perdendo no segundo turno para Michelle Bachelet.
Depois de uma candidatura fracassada nas eleições presidenciais de 2021, Matthei está emergindo como a favorita para as eleições presidenciais de 2025.

## Primeiros anos, educação e política estudantil
Nascida em 11 de novembro de 1953, em Santiago do Chile, filha de Elda Fornet Fernández e Fernando Matthei Aubel. Cursou o primário e o ginásio no Colégio Alemán de Santiago. Após a conclusão de seus estudos, residiu na Inglaterra. Ao retornar, ingressou no Instituto de Economia da Pontifícia Universidade Católica do Chile (PUC), cursando engenharia comercial e se formando em 1979.

## Carreira política
Matthei entrou na política chilena no final da década de 1980, depois que o governo militar relaxou o controle sobre a atividade política. Ela se juntou  ao grupo juvenil do partido Renovação Nacional chamado Patrulla Juvenil ("Patrulha Juvenil"), junto com o futuro presidente do Chile, Sebastián Piñera, e o futuro colega senador e ministro Andrés Allamand. Foi membro da Comissão Política do partido e posteriormente elegeu o seu Vice-Presidente Nacional.
Em 1990, foi candidata da Renovação Nacional a Deputada do 23º Distrito Eleitoral, representando as nobres comunas de Las Condes, Vitacura e Lo Barnechea, vencendo por ampla margem.
Em 1994, optou por concorrer a deputada do 15º Distrito Eleitoral de San Antonio, conquistando a cadeira como independente com o apoio do partido União Democrata Independente (UDI). Ao completar seu mandato, Matthei foi eleita senadora em 1997, representando a região de Coquimbo, sendo reeleita em 2005. Em 1999, ingressou na União Democrata Independente. Como senadora, ela se tornou a primeira mulher a presidir a Comissão de Orçamento e Fiscalização do Senado. Matthei renunciou ao cargo em janeiro de 2011, quando foi nomeada Ministra do Trabalho e da Segurança Social  pelo presidente Sebastián Piñera. 
Como ministra, Matthei ganhou notoriedade pela sua personalidade impetuosa e foi o centro de vários debates acalorados com membros da coligação governamental e da oposição. Sua atitude relativamente liberal as opiniões sobre o aborto, o casamento entre pessoas do mesmo sexo e a reforma fiscal aprofundaram uma divisão crescente com o seu próprio partido e, em março de 2013, ela confidenciou que tinha decidido abandonar a política após terminar o seu mandato como Ministra.

No dia 17 de julho, e após vencer as primárias, o candidato presidencial da UDI, Pablo Longueira, renunciou alegando motivos de saúde. Três dias depois, a Comissão Política do partido proclamou por unanimidade Evelyn Matthei como a sua nova candidata presidencial para as eleições de Novembro. Em 15 de dezembro de 2013, ela perdeu as eleições presidenciais para a candidata socialista Michelle Bachelet por 62% a 38%.